# Ланг, Евгения Александровна
Евге́ния Алекса́ндровна Ланг (Ланг-Аронсберг; 23 мая 1890, Москва — 16 декабря 1973, Москва) — русская и советская художница, член Союза художников СССР (1962).

## Биография
Родилась в семье московского книгопродавца Александра Ивановича Ланга. Предки по отцовской линии происходят из шотландского рода, обосновавшегося в Российской империи при Петре I. Сестра поэта-символиста Александра Ланга (псевдоним «А. П. Миропольский»), входившего в круг Валерия Брюсова. С юности имела склонность к творчеству.
Училась писать у художника Василия Мешкова. Окончила гимназию и исторический факультет Высших женских курсов. В 1911—1918 годах была дружна с Давидом Бурлюком и Владимиром Маяковским. Занималась с ними живописью и вдохновляла их на обучение в Московском училище живописи, ваяния и зодчества.
С 1919 года жила в Германии; с 1922 по 1924 год училась в Дрезденской Академии художеств. Работала в Италии и Франции. Выставлялась в парижских салонах и участвовала в групповых выставках. Писала пейзажи, натюрморты, портреты. Исполнила портрет Маяковского, с которым встречалась во время его приезда в Париж.
В 1950 году получила Гран-при по разделу живописи на биеннале в Монако.
В 1962 году вернулась в СССР, жила в Москве. Была принята в члены Союза художников СССР.
В 1963 году исполнила портрет художницы и сестры Маяковского Людмилы.
Автор мемуаров о годах жизни в Москве и за границей, связанных с воспоминаниями о Маяковском, большая часть которых находится в коллекции Музея В. В. Маяковского, в Государственном литературном музее и в РГАЛИ.